# 檜岳
檜岳（ひのきだっか）は、丹沢山地南部の檜岳山稜にある標高1,167mの山である。神奈川県足柄上郡山北町と松田町の境にあり、丹沢大山国定公園に属する。檜岳周辺には鍋割山やシダンゴ山などの山がある。

## 周辺の山
- 鍋割山
- シダンゴ山

## 関連画像

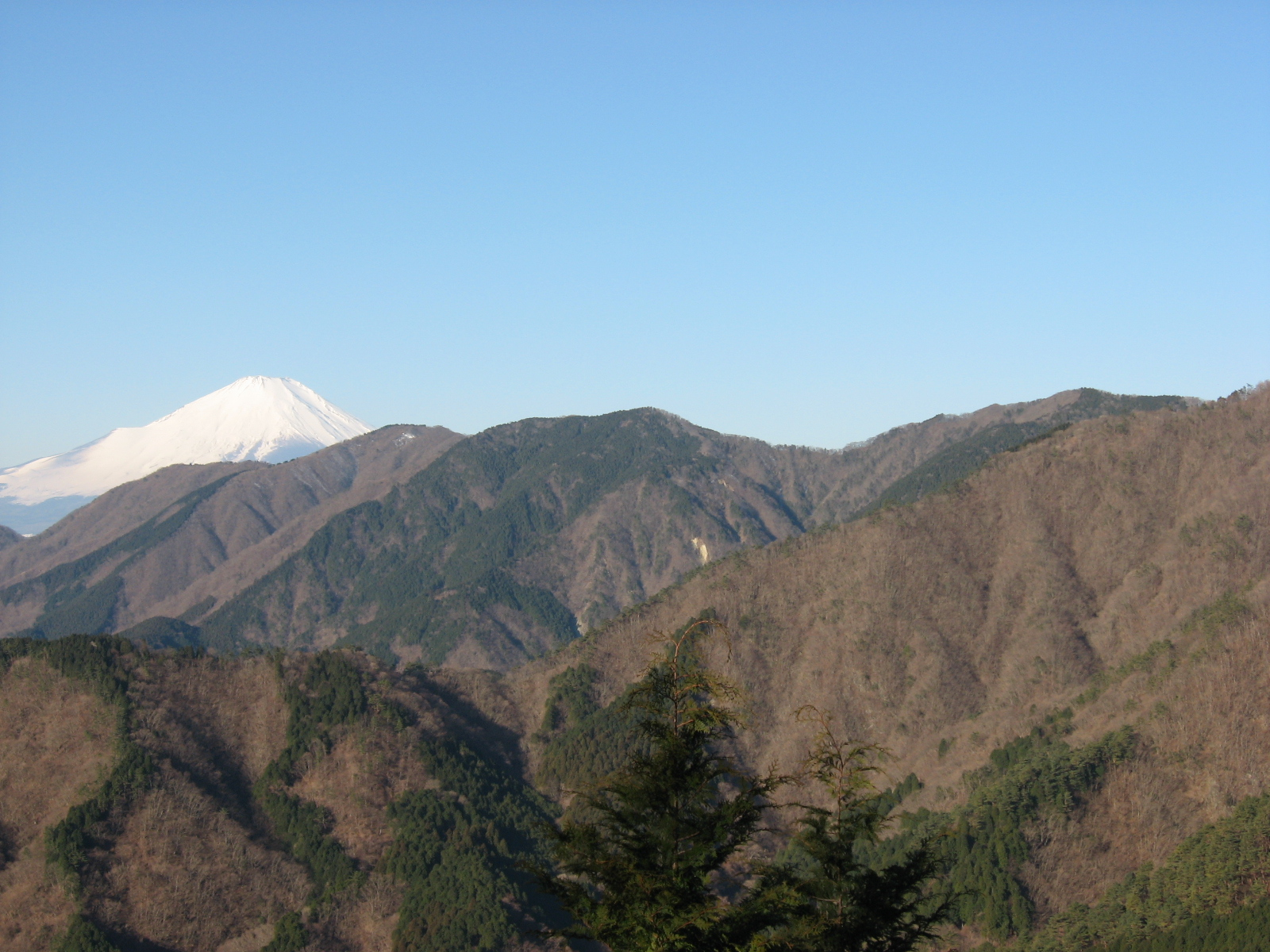
大倉尾根より檜岳